# Secret Plot
Secret Plot (シークレットプロット?) è un hentai che ha raggiunto il successo in Giappone nel 1995. Questo manga erotico tratta di due insegnanti di scuole superiori, Saeko e Mayumi, che provvedono a dare un corso completo di sesso ad un alunno superdotato.
La storia di Secret Plot (e del suo seguito Secret Plot Deep) si sviluppano intorno alle avventure sessuali di Saeko e Mayumi. Un giorno per caso Mayumi scopre che un suo alunno, Masaki, ha un pene della lunghezza di 30,5 centimetri, e largo 7,6 centimetri. Così l'insegnante usa la propria autorità per avere dei rapporti sessuali con lui, ma la loro relazione continua anche dopo che lo studente consegue il diploma.
Saeko era stata prima coinvolta con altri due studenti, ma anche loro si diplomano e lei rimane da sola, ansiosa di avere rapporti sessuali. Mayumi un giorno parla a Saeko del suo alunno con il dono, Masaki, e così le due insegnanti fanno un patto: Saeko può dormire con lui, ma solo se prima soddisfa sessualmente Mayumi. Mayumi fa quindi in modo di far trovare Masaki da Saeko mentre si masturba, e quindi Masaki procede con un rapporto sessuale con lei.
Nell'ultimo episodio i tre si ritrovano in un triangolo, lasciando la trama aperta a nuovi possibili sviluppi.